# Live at Slugs’, Vol. I & II
Live at Slugs’, Vol. I & II ist ein Jazzalbum von Charles Tolliver & Music Inc. Die am 1. Mai 1971 entstandenen Aufnahmen erschienen 1972 bzw. 1973 als Einzel-LPs auf Strata-East Records. 2025 wurden die beiden Alben in Kooperation mit Mack Avenue Records wiederveröffentlicht.

## Hintergrund
Der Trompeter Charles Tolliver und der Pianist Stanley Cowell gründeten 1971 gemeinsam das Label Strata-East und führten es bis zum Ende des Jahrzehnts, wobei sie Dutzende von der Kritik gelobter Alben veröffentlichten, notierte Phil Freeman. Bei der Neuauflage durch Mack Avenue wurden die beiden Langspielplatten von Live at Slugs’ von Music Inc., einem Quartett mit Tolliver, Cowell, dem Bassisten Cecil McBee und dem Schlagzeuger Jimmy Hopps, auf einer einzigen CD zusammengefasst. Die digitale Ausgabe enthält über 40 Minuten Material bislang unveröffentlichter Stücke.

## Titelliste
- Charles Tolliver & Music Inc.: Live at Slugs’, Vol. I & II

1. Drought
2. Felicite
3. Orientale
4. Spanning
5. Wilpan’s
6. Our Second Father
7. On the Nile (Bonus Track)
8. Ruthie’s Heart (Bonus Track)
9. Repetition (Bonus Track)

## Rezeption
Scott Yanow gab Live at Slugs’, Vol. I bei Allmusic viereinhalb Sterne: „Charles Tolliver war einer der großartigen Trompeter, die Ende der 1960er Jahre auftauchten, wurde jedoch stets stark unterschätzt. In diesem Quartett mit dem Pianisten Stanley Cowell, dem Bassisten Cecil McBee und dem Schlagzeuger Jimmy Hopps hat Tolliver die Möglichkeit, sich voll zu entfalten.“ Kaum zu vergessen sei das 17-minütige Stück „Orientale“. Die Musik bewege sich an der Grenze zwischen fortgeschrittenem Hard Bop und Avantgarde und lohnt das mehrfache Hören. Michael G. Nastos merkte bei Allmusic zur Neuauflage an: „Modaler Jazz, gespielt mit echter, unverfälschter Ehrlichkeit. Ausgedehnte Kompositionen lassen die Band sich entfalten.“
Charles Tolliver sei ein fantastischer Trompeter mit einem satten, vollen, beinahe Flügelhorn-artigen Klang, und „Felicite“ sei eine tiefe Blues-Ballade, die McBees dröhnenden Bass in den Vordergrund stelle, während Cowell scheinbar aus dem Nebenzimmer spiele und Hopps mit seinen Besen den Takt halte, schrieb Phil Freeman (Ugly Beauty/Stereogum).
Das Album gelangte auf Position 5 der Halbjahresliste (1/2025) des Francis Davis Jazz Critics Poll in der Kategorie wieder- und unveröffentlichter älterer Aufnahmen.